# Živá radikálová polymerizace
Živá radikálová polymerizace je živá polymerizace, při které je aktivní konec prodlužujícího se řetězce radikálové povahy.

## Polymerizace s vratnou deaktivací
Živé polymerizaci se částečně podobá polymerizace s vratnou deaktivací. Liší se tím, že u živé polymerizace neprobíhají žádné terminace, zatímco v polymerizacích s vratnou deaktivací se mohou objevovat.

## Katalytický přenos řetězce a radikálová polymerizace řízená kobaltem
Polymerizace s katalytickým přenosem řetězce nejsou zcela živé.
V 70. letech 20. století bylo zjištěno, že porfyrinové komplexy kobaltu mohou snižovat molekulové hmotnosti produktů při polymerizaci methakrylátů. K účinným komplexům patří také glyoximy kobaltů, které jsou i méně citlivé na vzduch, díky čemuž jsou jejich vlastnosti prozkoumány podrobněji.
Hlavními produkty polymerizací s katalytickým přenosem řetězce jsou řetězce zakončené vinylovými skupinami. Nevýhodou tohoto postupu je, že, v důsledku interakcí radikálového centra s katalyzátorem, nevytváří makromonomery, místo toho se tvoří fragmentační činidla. Při reakci narůstajícího polymeru s takovým činidlem radikálová koncová skupina atakuje vinylovou vazbu a utváří nové spojení; vzniklý produkt je ale zatížen takovým sterickým napětím, že se rozkládá na telechelický polymer.
Vratné reakce kobaltových makrocyklů s narůstajícími radikály mohou vést k živým polymerizacím.

## Polymerizace řízená stabilními radikály
Polymerizace řízené stabilními radikály mají dvě varianty, polymerizace řízené nitroxidy a polymerizace řízené verdazyly. První z nich byl objeven při zkoumání rychlostí iniciace radikálových polymerizací katalyzovaných pomocí TEMPO. Spojení stabilního radikálu s polymerním radikálem je vratné, terminace je vratná a koncentraci propagovaných radikálů lze snížit na úrovně umožňující řízenou polymerizaci. Podobně jako u (níže uvedené) polymerizace s přenosem atomů je rovnováha mezi neaktivními částicemi (vratně terminovanými stabilním radikálem) a aktivními řetězci (radikály schopnými navázat další monomer) výrazně posunuta ve prospěch neaktivního stavu.

## Polymerizace s přenosem atomů
Nejprozkoumanějším druhem živé radikálové polymerizace je radikálová polymerizace s přenosem atomů, objevená v roce 1995; od této doby byla vydána řada článků , které se tímto druhem zabývají. Reakce začíná iniciací organohalogenidem za přítomnosti halogenidu kovu. Kov může zaujmout několik různých oxidačních čísel, což dovoluje oddělení halogenu od organohalogenidu za vzniku radikálu, který poté spustí polymerizaci. Po iniciaci a propagaci je radikál na aktivním konci řetězce vratně terminován halogenidem reakcí s katalyzátorem ve vyšším oxidačním čísle, čímž se tvoří rovnováha mezi neaktivními (polymer-halogenid) a aktivními (polymer-radikál) řetězci. Rovnováha je posunuta ve prospěch neaktivního stavu, čímž se snižuje koncentrace radikálů na úroveň bránící spojení dvou molekul.
Nedostatkem této reakce je nízká rozpustnost halogenidů kovů, která omezuje dostupnost katalyzátoru; zlepšit ji lze přidáním vhodného ligandu, čímž se usnadňuje reakce, ale ztěžuje oddělování katalyzátoru od produktu.

## Vratný adičně-fragmentační přenos řetězce (RAFT)
Polymerizací přenosem řetězce s vratnou adicí-fragmentací (RAFT) lze snadno vytvořit polymery s požadovanými molekulovými hmotnostmi a úzkým rozdělením molekulových hmotností z velkého spektra monomerů s reaktivními koncovými skupinami. Produkty je možné dále upravovat, například další polymerizací. RAFT je možné využít u všech druhů radikálové polymerizace: polymerizace v rozpouštědle, emulzní a suspenzní polymerizace. V této metodě se do reakční směsi přidává vhodné přenosové činidlo (které nesmí obsahovat kyslík, jenž by polymerizaci terminoval). Jako činidla obvykle slouží di- nebo tri-thiokarbonylthiosloučenina (1), která vytvoří nečinnou formu radikálového řetězce. Řízení reakce je složitější než u předchozích postupů. Výběr činidla má vliv na délku a složení polymeru, rychlost reakce a výskyt vedlejších reakcí.
RAFT je založen na degenerativním přenosu řetězce. Činidla pro RAFT po reakci s iniciátory, například azobisizobutyronitrilem, vytvářejí, propagované řetězce nebo polymerní radikály. Polymerní řetězec se následně navazuje na vazby C=S za vzniku meziproduktu v podobě stabilizovaného radikálu. V ideálním případě se tyto radikály neterminují, ale navazují další monomery. Řetězec navazování na C=S a fragmentací probíhá do spotřebování monomeru nebo iniciátoru. Terminaci omezuje nízká koncentrace aktivních radikálů. První práce popisující RAFT byly vydány v letech 1998 a 1999.

## Polymerizace s přenosem jodu
Polymerizace s přenosem jodu, vyvinuté v 70. letech vykazují u fluoroalkenových monomerů nízké polydisperzity.Přestože se jimi nezabývalo mnoho studií, tak jsou součástmi několika patentů a jedná se o průmyslově nejvyužívanější druh radikálové živé polymerizace. Hlavním účelem této metody je zavádění jodu do fluoroelastomerů.
Při polymerizacích s přenosem jodu se většinou používají přenosová činidla založená na mono- nebo dijodovaných perfluoralkanech. Energie vazeb jod-perfluoralkan je nízká a tyto vazby jsou oproti vazbám typu jod-uhlovodík málo polarizované, jod se tak za přítomnosti radikálů snadno odštěpuje. Při setkání s jodperfluoralkanem narůstající poly(fluoralken) odštěpí jod, terminuje se a vytvoří nový perfluoralkylový radikál za navázání monomeru; poly(fluoroalken) zakončený jodem působí jako přenosové činidlo. Pokud se při RAFT udrží rychlost iniciace na nízké úrovni, tak se bude tvořit monodisperzní rozdělení molekulových hmotností.
Tímto způsobem je možné připravovat i blokové kopolymery.

### Radikálové polymerizace řízené selenem
Zkoumány byly také polymerizace styrenu a methylmethakrylátu za přítomnosti difenyldiselenidu nebo několika benzylových selenidů. Mechanismy řízení polymerizace jsou pravděpodobně podobné jako při použití dithiuramdisulfidů, nízké konstanty přenosu umožňují přípravu blokových kopolymerů, kde je ale možnost řízení molekulových hmotností omezená.

### Polymerizace řízené telluridy
Polymerizace řízené telluridy je možné provést za vratného přenosu řetězce s využitím homolytické substituce po tepelné iniciaci. V jedné kinetické studii bylo ale zjištěno, tyto polymerizace probíhají převážně degenerativním přenosem.
Alkyltelluridy typu Z-X-R, kde Z je methyl a R radikálová dobrá odstupující skupina, umožňují dobré řízení u širokého spektra monomerů, fenyltelluridy (Z = fenyl) nikoliv. Polymerizace methylmethakrylátů lze řídit pouze ditelluridy. Vliv X na přenost řetězce se zvyšuje v řadě O<S<Se<Te, takže při použití alkyltelluridů lze řídit i tepelně iniciované reakce, zatímco u alkylselenidů a sulfidů je řízení účinné pouze v případě fotoiniciace.

### Polymerizace řízené stibiny
Polymerizace řízené stibiny využívají jako přenosová činidla organostibiny s obecným vzorcem Z(Z')-Sb-R (kde Z je aktivující skupina a R radikálová odstupující skupina). Tímto způsobem je možné uskutečnit tepelně iniciované polymerizace řady různých monomerů (styrenů, akrylátů a methakrylátů, vinylových sloučenin), s úzkým rozdělením molekulových hmotností a předvídatelnými molekulovými hmotnostmi.